# Hakea varia
Hakea varia (лат.) — кустарник, вид рода Хакея (Hakea) семейства Протейные (Proteaceae). Эндемик округов Уитбелт, Юго-Западный, Большой Южный и Голдфилдс-Эсперанс в Западной Австралии. Густой колючий кустарник с кремово-белыми или жёлтыми цветами и листьями различной формы. Цветёт с июля по ноябрь.

## Ботаническое описание
Hakea varia — прямой или раскидистый кустарник высотой от 1 до 4 м и 3 м в ширину, образующий лигнотубер. Ветви и молодые листья имеют уплощённые, густо спутанные шелковистые волоски, которые с возрастом быстро становится гладкими. Жёсткие листья могут быть разными на одном растении: они могут быть игольчатые, простые, более или менее эллиптические, яйцевидные, зубчатые, длиной 1–4 см и длиной 2–5 мм широкий. Все варианты листьев всегда заканчиваются острой вершиной длиной 1–2 мм. Соцветие состоит из 16-36 душистых бело-кремовых или жёлтых эффектных цветков в пазухах листьев. Стебель соцветия имеет длину 2,5–4 мм с грубыми длинными волосками. Перекрывающиеся прицветники имеют длину 4,5 мм, а внутренние прицветники окрашены в рыжий цвет. Цветоножки имеют длину 2–4 мм, а пестик - 4–5 мм. Белый околоцветник 2,5–3,5 мм в длину. Цветение наступает с июля по ноябрь. Маленькие яйцевидные плоды имеют грубую, бородавчатую или гладкую поверхность, длиной 1,5–2 см и обычно шириной менее 1 см, заканчиваясь изогнутым наружу острым рогом длиной 3,5 мм.

## Таксономия
Вид Hakea varia был описан шотландским ботаником Робертом Брауном в 1810 году в Transactions of the Linnean Society of London. Видовой эпитет — от латинского varius (переменная), относящаяся к множеству различных форм листьев.

## Распространение и местообитание
H. varia — широко распространённый вид, произрастающий с севера от Перта вокруг побережья до Августы и Эсперанса. Предпочитает зимние влажные местности, растёт на песке, глине, суглинке и гравии. Морозоустойчивый вид, растущий как на солнце, так и в тени. Густой колючий кустарник, предоставляет защиту и среду обитания для диких животных.

## Охранный статус
Вид Hakea varia классифицируется как «не угрожаемый» Департаментом парков и дикой природы правительства Западной Австралии.